# Zijevaljka
Zijevaljka (zijevalka, lat. Chaenorhinum) je biljni rod iz porodice trpučevki sa tridesetak vrsta jednogodišnjeg raslinja i trajnica raširenih po Europi i u Aziji do zapadne Himalaje.  
U Hrvatskoj rastre jedna vrsta, mala zijevaljka, C. minus sa dvije podvrste, od kojih je jedna nazvana primorska ili obalna zijevaljka

## Vrste
1. Chaenorhinum calycinum (Banks & Sol.) P. H. Davis
2. Chaenorhinum crassifolium (Cav.) Lange
3. Chaenorhinum cryptarum (Boiss. & Hausskn.) Davis
4. Chaenorhinum flexuosum (Desf.) Lange
5. Chaenorhinum formenterae Gand.
6. Chaenorhinum foroughii Speta
7. Chaenorhinum gamezii Güemes, F. Marchal, E. Carrió & Blasco
8. Chaenorhinum glareosum (Boiss.) Willk.
9. Chaenorhinum grandiflorum (Coss.) Willk.
10. Chaenorhinum grossecostatum Speta
11. Chaenorhinum huber-morathii P. H. Davis
12. Chaenorhinum idaeum Rech. fil.
13. Chaenorhinum johnstonii (Stapf) Pennell
14. Chaenorhinum litorale (Bernh. ex Willd.) Rouy
15. Chaenorhinum macropodum (Boiss. & Reut.) Lange
16. Chaenorhinum minus (L.) Lange
17. Chaenorhinum origanifolium (L.) Fourr.
18. Chaenorhinum raveyi (Boiss.) Pau
19. Chaenorhinum reticulatum Speta
20. Chaenorhinum reyesii (C. Vicioso & Pau) Benedí
21. Chaenorhinum robustum Loscos
22. Chaenorhinum rubrifolium (Robill. & Castagne ex DC.) Fourr.
23. Chaenorhinum rupestre (Guss.) Speta
24. Chaenorhinum segoviense (Reut. ex Nyman) Willk.
25. Chaenorhinum semispeluncarum Yildirim, Kit Tan, Senol & Pirhan
26. Chaenorhinum serpentinum Blasco, M. Becerra & Güemes
27. Chaenorhinum serpyllifolium (Lange) Lange
28. Chaenorhinum suttonii Benedí & P. Monts.
29. Chaenorhinum tenellum (Cav.) Lange
30. Chaenorhinum tuberculatum Speta
31. Chaenorhinum villosum (L.) Lange
32. Chaenorhinum yildirimlii Kit Tan, Yildirim, Senol & Pirhan